# 保陶克
保陶克，是匈牙利诺格拉德州所辖的一个村。总面积16.22平方公里，总人口916，人口密度56.5人/平方公里（2011年1月1日）。